# 男鹿郵便局
男鹿郵便局（おがゆうびんきょく）は、秋田県男鹿市船川港にある郵便局。民営化前の分類では集配特定郵便局であった。

## 概要
住所：〒010-0599 秋田県男鹿市船川港船川字外ケ沢126-14

## 沿革
- 1878年（明治11年）4月2日 - 船川（ふながわ）郵便局（五等）として開設[1]。
- 1885年（明治18年） - 貯金取扱を開始。
- 1892年（明治25年）
  - 1月1日 - 船川郵便電信局となる[2]。
  - 5月16日 - 電信為替取扱を開始[3]。
  - 7月1日 - 小為替振出事務の取扱を開始[4]。
- 1896年（明治29年）11月16日 - 小包郵便取扱を開始[5]。
- 1903年（明治36年）4月1日 - 通信官署官制の施行に伴い船川郵便局となる。
- 1920年（大正9年）11月26日 - 特設電話加入申込の受理を開始[6]。
- 1921年（大正10年）
  - 2月16日 - 電話通話事務を開始[7]。
  - 9月11日 - 電話交換業務を開始[8]。
- 1928年（昭和3年）1月11日 - 東京が市外通話区域となる[9]。
- 1943年（昭和18年）9月1日 - 船川電信取扱所の廃止に伴い、取扱事務を承継する[10]。
- 1951年（昭和26年）4月1日 - 電気通信業務の取扱を、新設の船川電報電話局に移管[11]。
- 1956年（昭和31年）6月10日 - 男鹿郵便局に改称[12]。
- 1960年（昭和35年）5月2日 - 電話通話および和文電報受付事務の取扱を開始。
- 1974年（昭和49年）4月 - 局舎新築落成。
- 2007年（平成19年）10月1日 - 民営化に伴い、併設された郵便事業秋田支店男鹿集配センターに一部業務を移管。
- 2012年（平成24年）10月1日 - 日本郵便株式会社発足に伴い、郵便事業秋田支店男鹿集配センターを男鹿郵便局に統合。

## 取扱内容
- 郵便、印紙、ゆうパック、チルドゆうパック、内容証明、国際郵便
- 貯金、為替、振替、振込、国債
- 生命保険、バイク自賠責保険、自動車保険、がん保険、引受条件緩和型医療保険
- ゆうちょ銀行ATM
- 男鹿市内の一部地域（〒010-05xx）の集配業務

## 周辺
- 男鹿市民ふれあいプラザ
- 男鹿市立図書館
- ト一屋男鹿店
- NTT東日本秋田支店・男鹿ビル
- ENEOS船川事業所
- 船川港

## アクセス
- JR男鹿線 男鹿駅から徒歩約11分
- 秋田中央交通バス 郵便局前停留所下車
- 駐車場あり：10台